# Епархия Дарджилинга
Епархия Дарджилинга (лат. Dioecesis Darieelingensis) — епархия Римско-католической церкви c центром в городе Дарджилинг, Индия. Епархия Дарджилинга входит в митрополию Калькутты. Кафедральным собором епархии Дарджилинга является собор Непорочного Зачатия Пресвятой Девы Марии.

## История
15 февраля 1929 года Римский папа Пий XI выпустил бреве In longinquis, которым учредил миссию Sui iuris Сиккима, выделив её из апостольского викариата Татсенлоу (Китай) и епархии Калькутты.
6 июня 1931 года Римский папа Пий XI выпустил бреве Litteris Apostolicis, которым преобразовал миссию sui iuris Сиккима в апостольскую префектуру.
8 августа 1962 года Римский папа Иоанн XXIII издал буллу Quem ad modum, которой присоединил часть территории архиепархии Калькутты к апостольской префектуре Сиккима, преобразовав её в епархию с именем города Дарджилинг.
20 января 1975 года Конгрегация пропаганды веры выпустила декрет Quo facilius, которым присоединила верующих, проживающих в Бутане, к епархии Тезпура и епархии Дарджилинга.
14 июня 1997 года епархия Дарджилинга передала часть своей территории для возведения новой епархии Багдогры.

## Ординарии епархии
- епископ Jules Elmire Douénel (19.02.1929 — 8.04.1937);
- епископ Aurelio Gianora (14.05.1937 — 8.08.1962);
- епископ Eric Benjamin (8.08.1962 — 12.05.1994);
- епископ Stephen Lepcha (14.06.1997 — по настоящее время).

## Источник
- Annuario Pontificio, Ватикан, 2007
- Бреве In longinquis, AAS 21 (1929), стр. 584 (лат.)
- Бреве Literis apostolicis, AAS 23 (1931), стр. 400 (лат.)
- Булла Quem ad modum, AAS 55 (1963), стр. 830 (лат.)
- Декрет Quo facilius, AAS 67 (1975), стр. 121 (лат.)